# Патруші (Сисертський міський округ)
Па́труші (рос. Патруши) — село у складі Сисертського міського округу Свердловської області.
Населення — 3274 особи (2010, 2857 у 2002).
Національний склад населення станом на 2002 рік: росіяни — 81 %.